# 353 до н. е.

## Події
- Філіп II Македонський вів війни проти фракійців та фокейців у Фессалії. Ономарх наніс македонцям кілька поразок, але Філіп одержав перемогу в битві на Крокусовому полі, яка відбулася цього чи наступного року
- Орхомен почав відновлюватися фокейцями
- Атей підпорядкував поліс Каллатіс
- Консулами Римської республіки були обрані Гай Сульпіцій Петік та Марк Валерій Публікола, які воювали з етрускським містом Тарквінії. Утім до тарквінійців доєдналося місто Цере, тому для боротьби з ним сенат призначив диктатором Тита Криспіна.

### Астрономічні явища
- 12 червня. Повне сонячне затемнення.[1]
- 6 грудня. Часткове сонячне затемнення.[1]

## Померли
- цар Карії Мавсол
- афінський полководець Іфікрат